# 班納縣 (內布拉斯加州)
班納縣（英語：Banner County）是美國內布拉斯加州西部的一個縣，西鄰懷俄明州。面積1,933平方公里。根據美國2000年人口普查，共有人口819人。縣治哈里斯堡 （Harrisburg）。
成立於1888年11月6日。縣名是創縣者對縣能成為全州領先的期望。